# Mike Bullard
Pour les articles homonymes, voir Mike Bullard (homonymie) et Bullard.
Michael Bullard, dit Mike Bullard, né à Etobicoke (Toronto, Ontario) le 12 juin 1957 et mort le 11 octobre 2024 à Mississauga, est un humoriste et animateur de radio et de télévision canadien. Il est célèbre pour son émission Open Mike with Mike Bullard.

## Biographie
Le 11 octobre 2024, Mike Bullard est retrouvé mort par un de ses amis dans une résidence où il séjournait à Mississauga,,.